# São Bento Abade
São Bento Abade is een gemeente in de Braziliaanse deelstaat Minas Gerais. De gemeente telt 4.715 inwoners (schatting 2009).

## Aangrenzende gemeenten
De gemeente grenst aan Carmo da Cachoeira, Luminárias, São Thomé das Letras en Três Corações.